# イワトビペンギン

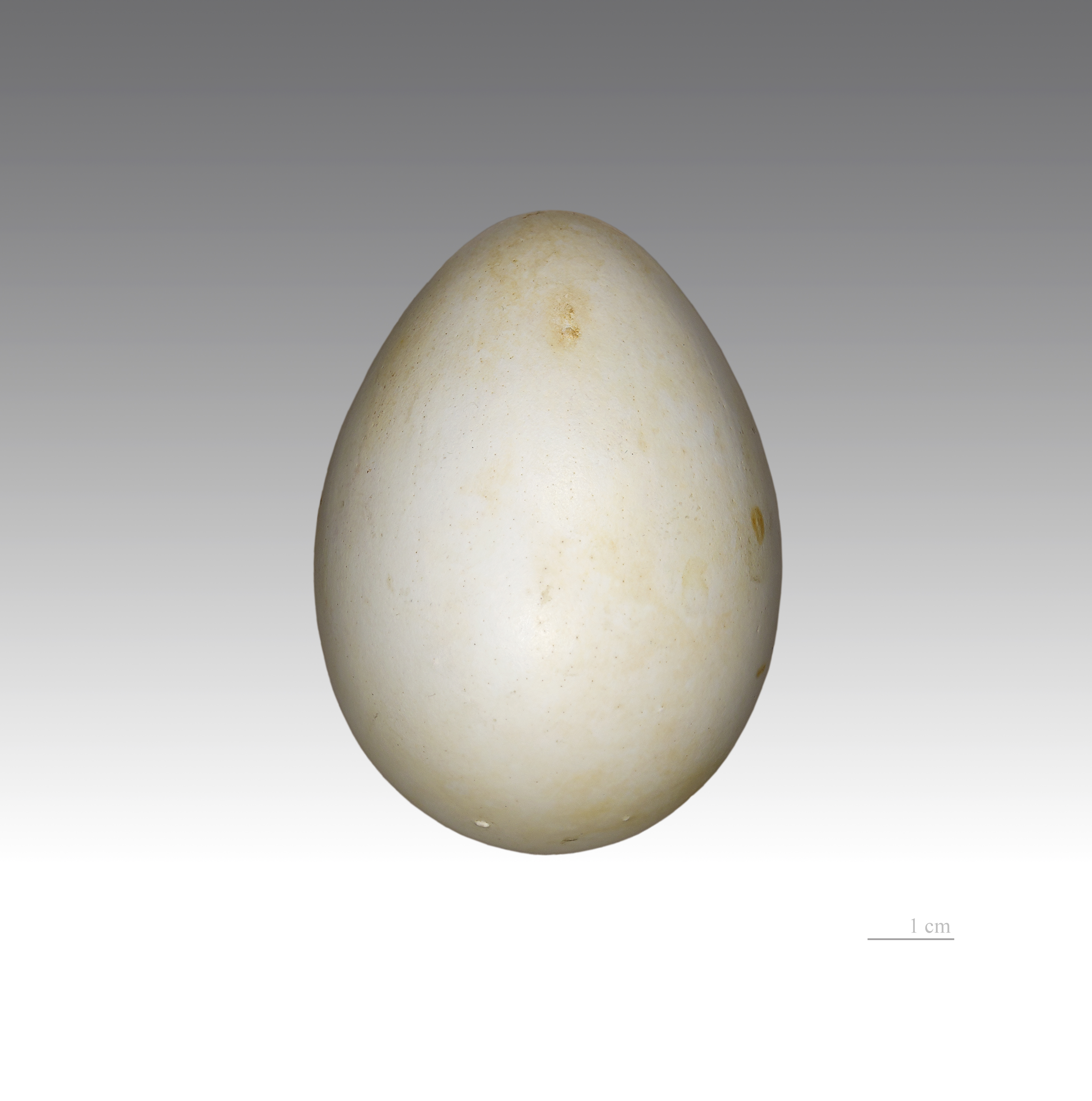
Eudyptes chrysocome

イワトビペンギンはマカロニペンギン属のペンギンのうち近縁な3種（学説によっては2種）の総称である。やや小型のペンギンで、頭部の黄色の冠羽が特徴である。

## 分布
インド洋南部から南大西洋にかけて分布している。局所的だが、各々の種の生息域は経度的に限られている。
これはマカロニペンギン属のどの種よりも広いが、複数種の生息域を合わせた範囲であり単純な比較はできない。
生息域は全体として北へ移動しているという。
南限はハード島とマクドナルド諸島（南緯53度）、北限はトリスタンダクーニャ諸島（南緯37度）。主な繁殖地はフォークランド諸島、マッコーリー島、プリンス・エドワード諸島、クローゼー諸島、ケルゲレン諸島などである。

## 形態
体長約50–58cm。分布域が重なる上に外見がよく似たマカロニペンギンなどの近縁種もいるが、イワトビペンギンはこれらの中でも最も小型である。
成鳥の目の上には眉のような黄色の羽毛があるのが大きな特徴である。これはマカロニペンギンなどにも見られるが、イワトビペンギンは目の後ろで大きく広がる飾り羽になっている。この飾り羽とともに頭部の羽毛も長く伸び、特徴的な冠羽を形成している。目とくちばしが赤く、足はピンク色をしている。

## 生態
地上では他のペンギンのようによちよちと歩かず、両足を揃えて飛び跳ねながら移動する。和名の「イワトビペンギン」や英名"Rockhopper Penguin"はこの様子に由来する。
様々な採餌状況や餌の種類に適応する日和見的採餌をすることが特徴とされ、主にオキアミ、頭足類、魚などを食べる。南インド洋から南太平洋に生息するミナミイワトビペンギンは甲殻類を集中的に捕食し、チリからアルゼンチン沖に生息するキタイワトビペンギンは頭足類を集中的に捕食する。平均潜水時間は53-193秒で、深度は10.4-44.2ｍである。1時間あたり平均14-40回の潜水を繰り返す。場所や季節ごとに採餌戦略を変えているような行動を見せる。
天敵はオットセイ、ヒョウアザラシ、アシカなどの水生哺乳類で、海上で狙われる。オオトウゾクカモメ、カラカラ、カモメといった鳥類に卵を奪われることもある。
性格は攻撃的で、近くを通ると攻撃してくる。
野生下での寿命は10-15年、飼育下での寿命は25-30年と推測されるが、これに関しては十分に研究されているとは言えない。

## 繁殖行動
成鳥は4月、5月から10月にかけて繁殖地を離れて外洋で生活する。10月-11月になると繁殖地に戻ってくるが、北方の個体群は7月に戻ってくる。
周囲を崖で囲まれていて植物が生えている平地や、緩やかな斜面に好んで営巣する。オスは小石を積み上げて簡素な巣をつくり、この時に多くの小石を集められるオスほどメスに好感を持たれる。繁殖地の巣の密度は高い。鳥にしては夫婦の絆が強く、58%のペアが2年続けて同一のつがいを組む。
11–12月初旬に産卵する。巣の卵は2個（両方とも受精卵）だが、はじめに産んだ卵は廃棄される場合が多い。これはマカロニペンギン属全般に見られる習性である。
抱卵期間は32–34日で、オスとメスが交代で抱卵する。孵化した雛は33-39日間は巣で給餌を受けるが、そのうち最初の24–26日間はオスが雛を守り、メスが給餌する。
成長した雛は雛だけで集まったクレイシュを作り、親鳥は両方ともエサを取りに出かける。はじめの1週間はメスが給餌するが、その後はオスとメスが交代で雛が巣立つまでの65–75日間、1–2日おきに給餌する。
巣立ちは北方の個体群では12–1月、南方の個体群では2月頃である。雛の巣立ち後に成鳥は換羽を行うが、換羽中は水に入れず餌を取れないので、換羽前の20–30日間（北方では60日間）は海に出て食いだめをする。換羽の間に体重は40%減少する。

## 系統と分類
属内は Baker et al. (2006)、イワトビペンギン内は Banks et al. (2006)より。
|  | フィヨルドランドペンギン E. pachyrhynchus |
|  |                                           |
|  | スネアーズペンギン E. robustus            |
|  |                                           |

|  | \| \| ミナミイワトビペンギン E. chrysocome \| \| \| \| \| \| ヒガシイワトビペンギン E. filholi \| \| \| \| |
|  | |
|  | キタイワトビペンギン                                                                                       |
|  | |
|  | ミナミイワトビペンギン E. chrysocome                                                                       |
|  | |
|  | ヒガシイワトビペンギン E. filholi                                                                          |
|  | |

|  | ミナミイワトビペンギン E. chrysocome |
|  |                                      |
|  | ヒガシイワトビペンギン E. filholi    |
|  |                                      |

|  | フィヨルドランドペンギン E. pachyrhynchus |
|  |                                           |
|  | スネアーズペンギン E. robustus            |
|  |                                           |

|  | \| \| ミナミイワトビペンギン E. chrysocome \| \| \| \| \| \| ヒガシイワトビペンギン E. filholi \| \| \| \| |
|  | |
|  | キタイワトビペンギン                                                                                       |
|  | |
|  | ミナミイワトビペンギン E. chrysocome                                                                       |
|  | |
|  | ヒガシイワトビペンギン E. filholi                                                                          |
|  | |

|  | ミナミイワトビペンギン E. chrysocome |
|  |                                      |
|  | ヒガシイワトビペンギン E. filholi    |
|  |                                      |

|  | マカロニペンギン E. moseleyii |
|  |                               |
|  | ロイヤルペンギン E. schlegeli |
|  |                               |

|  | フィヨルドランドペンギン E. pachyrhynchus |
|  |                                           |
|  | スネアーズペンギン E. robustus            |
|  |                                           |

|  | \| \| ミナミイワトビペンギン E. chrysocome \| \| \| \| \| \| ヒガシイワトビペンギン E. filholi \| \| \| \| |
|  | |
|  | キタイワトビペンギン                                                                                       |
|  | |
|  | ミナミイワトビペンギン E. chrysocome                                                                       |
|  | |
|  | ヒガシイワトビペンギン E. filholi                                                                          |
|  | |

|  | ミナミイワトビペンギン E. chrysocome |
|  |                                      |
|  | ヒガシイワトビペンギン E. filholi    |
|  |                                      |

|  | フィヨルドランドペンギン E. pachyrhynchus |
|  |                                           |
|  | スネアーズペンギン E. robustus            |
|  |                                           |

|  | \| \| ミナミイワトビペンギン E. chrysocome \| \| \| \| \| \| ヒガシイワトビペンギン E. filholi \| \| \| \| |
|  | |
|  | キタイワトビペンギン                                                                                       |
|  | |
|  | ミナミイワトビペンギン E. chrysocome                                                                       |
|  | |
|  | ヒガシイワトビペンギン E. filholi                                                                          |
|  | |

|  | ミナミイワトビペンギン E. chrysocome |
|  |                                      |
|  | ヒガシイワトビペンギン E. filholi    |
|  |                                      |

|  | マカロニペンギン E. moseleyii |
|  |                               |
|  | ロイヤルペンギン E. schlegeli |
|  |                               |

|  | フィヨルドランドペンギン E. pachyrhynchus |
|  |                                           |
|  | スネアーズペンギン E. robustus            |
|  |                                           |

|  | \| \| ミナミイワトビペンギン E. chrysocome \| \| \| \| \| \| ヒガシイワトビペンギン E. filholi \| \| \| \| |
|  | |
|  | キタイワトビペンギン                                                                                       |
|  | |
|  | ミナミイワトビペンギン E. chrysocome                                                                       |
|  | |
|  | ヒガシイワトビペンギン E. filholi                                                                          |
|  | |

|  | ミナミイワトビペンギン E. chrysocome |
|  |                                      |
|  | ヒガシイワトビペンギン E. filholi    |
|  |                                      |

|  | フィヨルドランドペンギン E. pachyrhynchus |
|  |                                           |
|  | スネアーズペンギン E. robustus            |
|  |                                           |

|  | \| \| ミナミイワトビペンギン E. chrysocome \| \| \| \| \| \| ヒガシイワトビペンギン E. filholi \| \| \| \| |
|  | |
|  | キタイワトビペンギン                                                                                       |
|  | |
|  | ミナミイワトビペンギン E. chrysocome                                                                       |
|  | |
|  | ヒガシイワトビペンギン E. filholi                                                                          |
|  | |

|  | ミナミイワトビペンギン E. chrysocome |
|  |                                      |
|  | ヒガシイワトビペンギン E. filholi    |
|  |                                      |

|  | マカロニペンギン E. moseleyii |
|  |                               |
|  | ロイヤルペンギン E. schlegeli |
|  |                               |

|  | フィヨルドランドペンギン E. pachyrhynchus |
|  |                                           |
|  | スネアーズペンギン E. robustus            |
|  |                                           |

|  | \| \| ミナミイワトビペンギン E. chrysocome \| \| \| \| \| \| ヒガシイワトビペンギン E. filholi \| \| \| \| |
|  | |
|  | キタイワトビペンギン                                                                                       |
|  | |
|  | ミナミイワトビペンギン E. chrysocome                                                                       |
|  | |
|  | ヒガシイワトビペンギン E. filholi                                                                          |
|  | |

|  | ミナミイワトビペンギン E. chrysocome |
|  |                                      |
|  | ヒガシイワトビペンギン E. filholi    |
|  |                                      |

|  | フィヨルドランドペンギン E. pachyrhynchus |
|  |                                           |
|  | スネアーズペンギン E. robustus            |
|  |                                           |

|  | \| \| ミナミイワトビペンギン E. chrysocome \| \| \| \| \| \| ヒガシイワトビペンギン E. filholi \| \| \| \| |
|  | |
|  | キタイワトビペンギン                                                                                       |
|  | |
|  | ミナミイワトビペンギン E. chrysocome                                                                       |
|  | |
|  | ヒガシイワトビペンギン E. filholi                                                                          |
|  | |

|  | ミナミイワトビペンギン E. chrysocome |
|  |                                      |
|  | ヒガシイワトビペンギン E. filholi    |
|  |                                      |

|  | マカロニペンギン E. moseleyii |
|  |                               |
|  | ロイヤルペンギン E. schlegeli |
|  |                               |

イワトビペンギンは生息域・体長・冠羽の長さなどが異なる3種に分類される。これらの分布は重なっていない。
- E. chrysocome ミナミイワトビペンギン - パタゴニアからフォークランド諸島の周辺海域
- E. filholi ヒガシイワトビペンギン - オーストラリアからニュージーランドの南岸海域
- E. moseleyi キタイワトビペンギン - ミナミイワトビペンギンに接した南大西洋、インド洋南部海域

これらのうちキタイワトビペンギンが遺伝的にも形質的にも他の2種から離れており、羽色による白黒模様が異なる、羽冠が長い、体長が大きいなどの違いがある。生息域も、この種のみ繁殖地が亜熱帯前線 (STF) の北である。
イワトビペンギンは従来から3亜種に分けられてきたが、Jouventin
(1982): Cooper et al. (1990) などにより、ミナミイワトビペンギン（ミナミイワトビペンギン+ヒガシイワトビペンギン）とキタイワトビペンギンは別種と考えられるようになった。さらに Banks et al. (2006) により、3亜種それぞれが遺伝的に分離した別種と明らかになった。国際鳥類学会 (IOC) はこれに対応したが、ただし BirdLife International (BLI) は南北2種に分離するにとどめている。

## 保全状態評価
キタイワトビペンギン
- ENDANGERED (IUCN Red List Ver. 3.1 (2001))

ミナミイワトビペンギン
- VULNERABLE (IUCN Red List Ver. 3.1 (2001))

個体数は734万羽で、過去30年に24%、継続的減少をしている。減少の原因は、漁業との競合、生息地に侵入した病原菌などである。油田探査や油の流出事故による被害や漁網に絡まり窒息死する被害も確認されている。
IUCNレッドリストでは、ミナミイワトビペンギンとキタイワトビペンギンが扱われており、ミナミイワトビペンギンは危急種、キタイワトビペンギンは絶滅危惧である。

## 展示
多くの水族館で飼育されている。飛び跳ねるようなしぐさや鮮やかな飾り羽で人気もあるが、ペンギンの中ではやや攻撃的な種類とされている。だが、水族館で他の種類のペンギンと一緒に飼育されている場合は、身体の大きさで負けてしまい給餌時に他の種類に力負けしている様子もよく目にする。ペンギンは十羽程度の数で飼育するのが望ましいが、1-3羽での飼育が多い。また、本来あまり暑さには強くないので、夏季は室内での公開または公開停止にしている水族館もある。